# Torneo Regional Pampeano 2024
El Torneo Regional Pampeano 2024 es una competición regional de rugby de la Argentina con clubes de la Mar del Plata, UROBA y Unión del Sur en 3 categorías. La fase 1 constara de encuentros todos contra todos mientras que en la fase 2 jugaran por la zona Campeonato los 4 mejores y la zona Ordenamiento los últimos 4, la final se jugara entre el 1.er y 2.º de la zona Campeonato.
Es uno de los 7 torneos clasificatorios para el Torneo del Interior y el campeonato de rugby en el que se enfrentan los mejores clubes de Argentina Torneo Nacional de Clubes.

## Equipos participantes[3]

### Mar del Plata
- Mar del Plata
  - Mar del Plata Club
  - Sporting Club (Mar del Plata)
  - San Ignacio Rugby Club
  - Club Universitario (Mar del Plata)

- Tandil
  - Los Cardos Rugby Club

- Sierra de los Padres
  - Comercial Rugby Club

### Unión del Sur
- Bahía Blanca
  - Club Sociedad Sportiva
  - Club Argentino (Rugby)

## Tabla
| Equipos                            | Encuentros | Encuentros | Encuentros | Encuentros | Pts. Bonus | Puntos | Clasificación |
| Equipos                            | PJ         | PG         | PE         | PP         | Pts. Bonus | Puntos | Clasificación |
| ---------------------------------- | ---------- | ---------- | ---------- | ---------- | ---------- | ------ | ------------- |
| Mar del Plata Club                 | 7          | 7          | 0          | 0          | 5          | 33     | Campeonato    |
| Club Universitario (Mar del Plata) | 7          | 5          | 0          | 2          | 4          | 24     | Campeonato    |
| Sporting Club (Mar del Plata)      | 7          | 4          | 0          | 3          | 5          | 21     | Campeonato    |
| Club Sociedad Sportiva             | 7          | 4          | 0          | 3          | 2          | 18     | Campeonato    |
| San Ignacio Rugby Club             | 7          | 3          | 0          | 4          | 3          | 15     | Ordenamiento  |
| Comercial Rugby Club               | 7          | 2          | 0          | 5          | 2          | 10     | Ordenamiento  |
| Club Argentino (Rugby)             | 7          | 2          | 0          | 5          | 0          | 8      | Ordenamiento  |
| Los Cardos Rugby Club              | 7          | 1          | 0          | 6          | 2          | 6      | Ordenamiento  |

## Desarrollo
| Fecha      | Partido                                              | Resultado |
| ---------- | ---------------------------------------------------- | --------- |
| 18/05/2024 | Club Sociedad Sportiva - Los Cardos                  | 48-31     |
| 18/05/2024 | Mar del Plata R.C. - Comercial                       | 60-17     |
| 18/05/2024 | San Ignacio - Argentino Bahia Blanca                 | 49-31     |
| 18/05/2024 | Sporting Club - Universitario Mar del Plata          | 19-22     |
| 25/05/2024 | Comercial - Argentino Bahia Blanca                   | 27-30     |
| 25/05/2024 | Los Cardos - San Ignacio                             | 23-39     |
| 25/05/2024 | Mar del Plata R.C. - Sporting Club                   | 31-13     |
| 25/05/2024 | Universitario Mar del Plata - Club Sociedad Sportiva | 36-10     |
| 01/06/2024 | Argentino Bahia Blanca - Los Cardos                  | 20-14     |
| 01/06/2024 | Club Sociedad Sportiva - Mar del Plata R.C.          | 14-34     |
| 01/06/2024 | San Ignacio - Universitario Mar del Plata            | 24-47     |
| 01/06/2024 | Sporting Club - Comercial                            | 26-29     |
| 08/06/2024 | Comercial - Los Cardos                               | 30-26     |
| 08/06/2024 | Mar del Plata R.C. - San Ignacio                     | 18-15     |
| 08/06/2024 | Sporting Club - Club Sociedad Sportiva               | 40-12     |
| 08/06/2024 | Universitario Mar del Plata - Argentino Bahia Blanca | 48-14     |
| 22/06/2024 | Argentino Bahia Blanca - Mar del Plata R.C.          | 0-69      |
| 22/06/2024 | Club Sociedad Sportiva - Comercial                   | 23-20     |
| 22/06/2024 | Los Cardos - Universitario Mar del Plata             | 18-13     |
| 22/06/2024 | San Ignacio - Sporting Club                          | 13-26     |
| 29/06/2024 | Club Sociedad Sportiva - San Ignacio                 | 45-19     |
| 29/06/2024 | Comercial - Universitario Mar del Plata              | 24-39     |
| 29/06/2024 | Mar del Plata R.C. - Los Cardos                      | 69-14     |
| 29/06/2024 | Sporting Club - Argentino Bahia Blanca               | 49-6      |
| 06/07/2024 | Argentino Bahia Blanca - Club Sociedad Sportiva      | 17-45     |
| 06/07/2024 | Los Cardos - Sporting Club                           | 31-53     |
| 06/07/2024 | San Ignacio - Comercial                              | 48-8      |
| 06/07/2024 | Universitario Mar del Plata - Mar del Plata R.C.     | 20-47     |

## Zona Campeonato
| Equipos                            | Encuentros | Encuentros | Encuentros | Encuentros | Pts. Bonus | Puntos | Clasificación |
| Equipos                            | PJ         | PG         | PE         | PP         | Pts. Bonus | Puntos | Clasificación |
| ---------------------------------- | ---------- | ---------- | ---------- | ---------- | ---------- | ------ | ------------- |
| Mar del Plata Club                 | 7          | 7          | 0          | 0          | 5          | 33     | Final         |
| Club Universitario (Mar del Plata) | 7          | 5          | 0          | 2          | 4          | 24     | Final         |
| Sporting Club (Mar del Plata)      | 7          | 4          | 0          | 3          | 5          | 21     |               |
| Club Sociedad Sportiva             | 7          | 4          | 0          | 3          | 2          | 18     |               |
| Fecha      | Partido                                              | Resultado  |
| ---------- | ---------------------------------------------------- | ---------- |
| 20/07/2024 | Mar del Plata R.C. - Club Sociedad Sportiva          | 61-12      |
| 20/07/2024 | Universitario Mar del Plata - Sporting Club          | 18-21      |
| 27/07/2024 | Club Sociedad Sportiva - Universitario Mar del Plata | Suspendido |
| 27/07/2024 | Sporting Club - Mar del Plata R.C.                   | Suspendido |
| 10/08/2024 | Club Sociedad Sportiva - Sporting Club               | Suspendido |
| 10/08/2024 | Mar del Plata R.C. - Universitario Mar del Plata     | Suspendido |